# 花葵
花葵（学名：Lavatera arborea）为锦葵科花葵属下的一个种。

## 扩展阅读
- 維基物種上的相關：花葵